# Chaetopodella scutellaris
Chaetopodella scutellaris – gatunek muchówki z rodziny Sphaeroceridae i podrodziny Limosininae.
Gatunek ten opisany został w 1836 roku przez Alexandra Henry’ego Halidaya jako Limosina scutellaris.
Muchówka o ciele długości około 1,5 mm. Jej głowa ma jaskrawo żółto zabarwione policzki, twarz i przód czoła. Tułów jej cechuje się nagą, jedwabiście czarną tarczką ze szczecinkami tylko wzdłuż tylnego brzegu. Skrzydła mają przezroczyste żyłki, a szczecinki na pierwszym sektorze żyłki kostalnej co najwyżej dwukrotnie dłuższe niż na drugim jej sektorze. Środkowa para odnóży ma pierwszy człon stopy zaopatrzony w długą szczecinkę na spodzie.
Owad w Europie znany z Hiszpanii, Andory, Irlandii, Wielkiej Brytanii, Francji, Belgii, Holandii, Niemiec, Danii, Szwecji, Norwegii, Finlandii, Szwajcarii, Austrii, Włoch, Polski, Łotwy, Estonii, Czech, Słowacji, Węgier, Rumunii, Bułgarii, Serbii, Czarnogóry, Macedonii i europejskiej części Rosji. Poza tym występuje w palearktycznej Azji i Afryce Wschodniej.